# Bulgaria en los Juegos Olímpicos de Nagano 1998
Bulgaria estuvo representada en los Juegos Olímpicos de Nagano 1998 por un total de 19 deportistas que compitieron en 6 deportes.  
El portador de la bandera en la ceremonia de apertura fue el esquiador Liubomir Popov.

## Medallistas
El equipo olímpico búlgaro obtuvo las siguientes medallas:
| Nombre             | Deporte | Competición  |
| ------------------ | ------- | ------------ |
| Oro                |         |              |
| Ekaterina Dafovska | Biatlón | 15 km ind. F |
| Plata              |         |              |
| —                  |         |              |
| Bronce             |         |              |
| —                  |         |              |